# Ужа
Ужа (рус. Ужа) река је у европском делу Русије која протиче преко територије Смоленске области и лева је притока Дњепра. 
Река извире на око 1,5 km северозападно од града Јељње, на подручју Јељњанског побрђа (микроцелина Смоленског побрђа). Тече углавном у правцу севера преко територија Јељњанског, Глинкавичког и Дорогобушког рејона и улива се у реку Дњепар код села Бизјуково. 
Њено корито је доста уско и дубоко усечено у подлогу, са интезивнијим меандрирањем. Најважније притоке су Добрејка, Ворсиха, Ужица и Гостиха. 
Укупна дужина водотока је 73 km, а површина сливног подручја је 468 km².
Почетком 19. века на њеним обалама су постојале бројне воденице које су служиле за млевење жита.